# Pro Bowl 2019
Der Pro Bowl 2019 war das All-Star Game der National Football League (NFL) in der Saison 2018. Er wurde am 27. Januar 2019, eine Woche vor dem Super Bowl LIII, im Camping World Stadium in Orlando, Florida ausgetragen.

## AFC-Kader

### Offense
| Position         | Starter                                                        | Ersatz                                                    | Alternative                                                    |
| ---------------- | -------------------------------------------------------------- | --------------------------------------------------------- | -------------------------------------------------------------- |
| Quarterback      | 15 Patrick Mahomes, Kansas City                                | 17 Philip Rivers, LA Chargers 12 Tom Brady, New England   | 12 Andrew Luck, Indianapolis 4 Deshaun Watson, Houston         |
| Runningback      | 30 James Conner, Pittsburgh                                    | 28 Melvin Gordon, LA Chargers 30 Phillip Lindsay, Denver  | 26 Lamar Miller, Houston                                       |
| Fullback         | 42 Anthony Sherman, Kansas City                                |                                                           |                                                                |
| Wide Receiver    | 10 DeAndre Hopkins, Houston 10 Tyreek Hill, Kansas City        | 84 Antonio Brown, Pittsburgh 13 Keenan Allen, LA Chargers | 19 JuJu Smith-Schuster, Pittsburgh 80 Jarvis Landry, Cleveland |
| Tight End        | 87 Travis Kelce, Kansas City                                   | 85 Eric Ebron, Indianapolis                               | 87 Jared Cook, Oakland                                         |
| Offensive Tackle | 77 Taylor Lewan, Tennessee 78 Alejandro Villanueva, Pittsburgh | 72 Eric Fisher, Kansas City                               |                                                                |
| Offensive Guard  | 66 David DeCastro, Pittsburgh 73 Marshal Yanda, Baltimore      | 56 Quenton Nelson, Indianapolis                           | 75 Joel Bitonio, Cleveland                                     |
| Center           | 53 Maurkice Pouncey, Pittsburgh                                | 53 Mike Pouncey, LA Chargers                              |                                                                |

### Defense
| Position           | Starter                                                | Reserve                                                   | Alternative                                              |
| ------------------ | ------------------------------------------------------ | --------------------------------------------------------- | -------------------------------------------------------- |
| Defensive End      | 99 J. J. Watt, Houston 95 Myles Garrett, Cleveland     | 54 Melvin Ingram, LA Chargers                             | 97 Calais Campbell, Jacksonville                         |
| Defensive Tackle   | 97 Geno Atkins, Cincinnati 99 Jurrell Casey, Tennessee | 97 Cameron Heyward, Pittsburgh                            | 95 Kyle Williams, Buffalo 98 Brandon Williams, Baltimore |
| Outside Linebacker | 58 Von Miller, Denver 90 Jadeveon Clowney, Houston     | 55 Dee Ford, Kansas City                                  | 90 T. J. Watt, Pittsburgh                                |
| Inside Linebacker  | 57 C. J. Mosley, Baltimore                             | 55 Benardrick McKinney, Houston                           |                                                          |
| Cornerback         | 25 Xavien Howard, Miami 20 Jalen Ramsey, Jacksonville  | 24 Stephon Gilmore, New England 21 Denzel Ward, Cleveland | 25 Chris Harris, Denver                                  |
| Free Safety        | 33 Derwin James, LA Chargers                           | 32 Eric Weddle, Baltimore                                 |                                                          |
| Strong Safety      | 33 Jamal Adams, NY Jets                                |                                                           |                                                          |

### Special Teams
| Position          | Starter                         | Alternative |
| ----------------- | ------------------------------- | ----------- |
| Punter            | 06 Brett Kern, Tennessee        |             |
| Kicker            | 02 Jason Myers, NY Jets         |             |
| Return Specialist | 19 Andre Roberts, NY Jets       |             |
| Special Teamer    | 31 Adrian Phillips, LA Chargers |             |
| Long Snapper      | 42 Casey Kreiter, Denver        |             |

## NFC-Kader

### Offense
| Position         | Starter                                                | Ersatz                                                  | Alternative                                                                          |
| ---------------- | ------------------------------------------------------ | ------------------------------------------------------- | ------------------------------------------------------------------------------------ |
| Quarterback      | 9 Drew Brees, New Orleans                              | 16 Jared Goff, LA Rams 12 Aaron Rodgers, Green Bay      | 3 Russell Wilson, Seattle 10 Mitchell Trubisky, Chicago 4 Dak Prescott, Dallas       |
| Runningback      | 30 Todd Gurley, LA Rams                                | 26 Saquon Barkley, NY Giants 21 Ezekiel Elliott, Dallas | 41 Alvin Kamara, New Orleans                                                         |
| Fullback         | 44 Kyle Juszczyk, San Francisco                        |                                                         |                                                                                      |
| Wide Receiver    | 13 Michael Thomas, New Orleans 11 Julio Jones, Atlanta | 17 Davante Adams, Green Bay 19 Adam Thielen, Minnesota  | 13 Mike Evans, Tampa Bay 19 Amari Cooper, Dallas                                     |
| Tight End        | 86 Zach Ertz, Philadelphia                             | 85 George Kittle, San Francisco                         | 81 Austin Hooper, Atlanta                                                            |
| Offensive Tackle | 72 Terron Armstead, New Orleans 77 Tyron Smith, Dallas | 71 Trent Williams, Washington                           | 65 Lane Johnson, Philadelphia 72 Charles Leno Jr., Chicago 70 Jake Matthews, Atlanta |
| Offensive Guard  | 79 Brandon Brooks, Philadelphia 70 Zack Martin, Dallas | 70 Trai Turner, Carolina                                | 75 Andrus Peat, New Orleans 67 Larry Warford, New Orleans                            |
| Center           | 51 Alex Mack, Atlanta                                  | 60 Max Unger, New Orleans                               | 65 Cody Whitehair, Chicago                                                           |

### Defense
| Position           | Starter                                                     | Ersatz                                         | Alternative                                                  |
| ------------------ | ----------------------------------------------------------- | ---------------------------------------------- | ------------------------------------------------------------ |
| Defensive End      | 94 Cameron Jordan, New Orleans 90 DeMarcus Lawrence, Dallas | 99 Danielle Hunter, Minnesota                  |                                                              |
| Defensive Tackle   | 99 Aaron Donald, LA Rams 91 Fletcher Cox, Philadelphia      | 96 Akiem Hicks, Chicago                        | 99 DeForest Buckner, San Francisco 99 Kawann Short, Carolina |
| Outside Linebacker | 52 Khalil Mack, Chicago 91 Ryan Kerrigan, Washington        | 55 Anthony Barr, Minnesota                     | 54 Olivier Vernon, NY Giants                                 |
| Inside Linebacker  | 59 Luke Kuechly, Carolina                                   | 54 Bobby Wagner, Seattle                       | 55 Leighton Vander Esch, Dallas                              |
| Cornerback         | 23 Kyle Fuller, Chicago 21 Patrick Peterson, Arizona        | 23 Darius Slay, Detroit 31 Byron Jones, Dallas |                                                              |
| Free Safety        | 39 Eddie Jackson, Chicago                                   | 22 Harrison Smith, Minnesota                   |                                                              |
| Strong Safety      | 21 Landon Collins, NY Giants                                |                                                | 27 Malcolm Jenkins, Philadelphia                             |

### Special Teams
| Position          | Starter                    | Ersatz                       |
| ----------------- | -------------------------- | ---------------------------- |
| Punter            | 4 Michael Dickson, Seattle |                              |
| Kicker            | 2 Aldrick Rosas, NY Giants |                              |
| Return Specialist | 29 Tarik Cohen, Chicago    |                              |
| Special Teamer    | 58 Cory Littleton, LA Rams | 31 Michael Thomas, NY Giants |
| Long Snapper      | 48 Don Muhlbach, Detroit   |                              |

## Schiedsrichter
Hauptschiedsrichter des Spiels waren Pete Morelli und Walt Coleman – Morelli leitete die erste, Colman die zweite Halbzeit. Sie wurden unterstützt vom Umpire Jeff Rice, Down Judge Steve Stelljes, Line Judge Greg Bradley, Field Judge Jeff Lamberth, Back Judge Lee Dyer und dem Side Judge Michael Banks. Replay Official war Larry Nemmers.